# Chirrión
Se llama chirrión a un carro recio de dos ruedas cerrado como un cajón. 
Se ha utilizado en fortificaciones para acarrear piedras, ladrillos, cal y otros materiales. 